# 格吕日
格吕日（法語：Grugies，法語發音：[ɡʁyʒi]）是法国皮卡第大区埃纳省的一个市镇，属于圣康坦区。

## 地理
格吕日（49°48'48"N, 3°15'58"E）面积5.08 平方千米，位于法国上法蘭西大區埃纳省，该省份为法国北部内陆省份，北起北部省，西接索姆省和瓦兹省，东临阿登省和马恩省，西南至塞纳-马恩省，东北部与比利时接壤。
与格吕日接壤的市镇（或旧市镇、城区）包括：卡斯特尔、达隆、大埃西尼、戈希、聖康坦、于尔维莱尔。

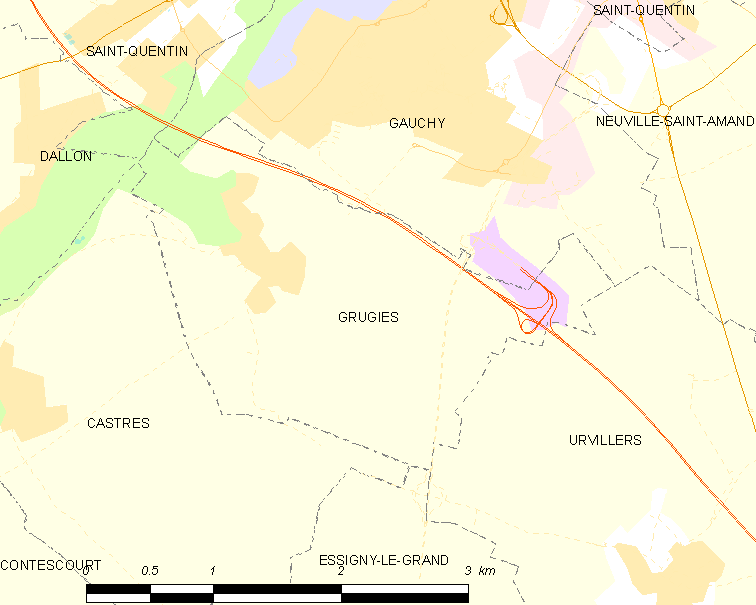
格吕日的OSM定位图

格吕日的时区为UTC+01:00、UTC+02:00（夏令时）。

## 行政
格吕日的邮政编码为02680，INSEE市镇编码为02359。

## 政治
格吕日所属的省级选区为圣康坦第三县。

## 人口

1962-2008年间格吕日人口变化图示

格吕日于2022年1月1日时的人口数量为1248人。